# Liste der Stolpersteine in Sögel
Die Liste der Stolpersteine in Sögel enthält Stolpersteine, die im Rahmen des gleichnamigen Kunst-Projekts von Gunter Demnig in Sögel im niedersächsischen Landkreis Emsland verlegt wurden. Mit ihnen soll der Opfer des Nationalsozialismus gedacht werden, die in Sögel lebten und wirkten. Insgesamt wurden im Zeitraum vom 9. November 2011 bis zum 19. September 2018 in Sögel 54 Stolpersteine verlegt. (Stand: September 2023)

## Liste der Stolpersteine
| Bild                             | Person, Inschrift                                                                                     | Adresse           | Verlegedatum | Anmerkung |
| -------------------------------- | --- | ----------------- | ------------ | --------- |
| Stolperstein für Adda Weinberg   | Hier wohnte Adda Weinberg Jg. 1934 deportiert 1942 Theresienstadt 1944 Auschwitz ermordet             | Wahner Straße 7 · |              |           |
| Stolperstein für Alfred Weinberg | Hier wohnte Alfred Weinberg Jg. 1928 deportiert 1942 Theresienstadt 1944 Auschwitz ermordet           | Wahner Straße 7 · |              |           |
| Stolperstein für Isaak Weinberg  | Hier wohnte Isaak Weinberg Jg. 1885 deportiert 1942 Theresienstadt 1944 Auschwitz ermordet            | Wahner Straße 7 · |              |           |
| Stolperstein für Martin Weinberg | Hier wohnte Martin Weinberg Jg. 1930 deportiert 1942 Theresienstadt 1944 Auschwitz ermordet           | Wahner Straße 7 · |              |           |
| Stolperstein für Resi Weinberg   | Hier wohnte Resi Weinberg Jg. 1929 deportiert 1942 Theresienstadt 1944 Auschwitz ermordet             | Wahner Straße 7 · |              |           |
| Stolperstein für Rosa Weinberg   | Hier wohnte Rosa Weinberg geb. Jacobs Jg. 1899 deportiert 1942 Theresienstadt 1944 Auschwitz ermordet | Wahner Straße 7 · |              |           |